# ラ・トランシュ＝シュル＝メール
ラ・トランシュ＝シュル＝メール （La Tranche-sur-Mer）は、フランス、ペイ・ド・ラ・ロワール地域圏、ヴァンデ県のコミューン。

## 地理
コート・ド・リュミエールに位置する、海水浴の観光地で、レ島に面している。13kmに渡って細かい砂の浜が続く。夏には100,000人の観光客を受け入れる。

## 歴史
- 1938年、名称がラ・トランシュからラ・トランシュ＝シュル＝メールとなる。
- 1954年、ラ・フォート＝シュル＝メールがラ・トランシュ＝シュル＝メールから分離してコミューンとなる。
- 2010年2月、クザンティア嵐（fr）によって最も影響を受けたフランス西部の町の1つとなる。海岸沿いに大規模な被害を受けたにもかかわらず、近接するラ・フォート＝シュル＝メールとは異なり死者はなかった。

## 人口統計
| 1962年 | 1968年 | 1975年 | 1982年 | 1990年 | 1999年 | 2008年 | 2013年 |
| ------ | ------ | ------ | ------ | ------ | ------ | ------ | ------ |
| 1781   | 2040   | 2125   | 2071   | 2065   | 2510   | 2702   | 2774   |

参照元:1962年から1999年までは複数コミューンに住所登録をする者の重複分を除いたもの。それ以降は当該コミューンの人口統計によるもの。1999年までEHESS/Cassini、2004年以降INSEE。

## 姉妹都市
- バート・リポルドザウ・シャプバッハ、ドイツ

### ノート
1. ↑  Réélu en 2014.